# Фосфоритна війна

Поклади фосфоритів у Естонії

Фосфоритна війна (ест. Fosforiidisõda) — масштабні екологічні протести в Естонській РСР наприкінці 1980-х років, викликані планами розпочати розробку фосфоритних родовищ на північному сході республіки. Протести не тільки досягли поставленої мети, але й багато в чому сприяли розвитку руху за незалежність Естонії. Екологічний страх забруднення довкілля поєднувався з побоюваннями, що для роботи на великих шахтах знадобиться ввезення робочої сили з інших радянських республік, що ще сильніше змінить демографічний баланс. Успіх кампанії сприяв розвитку протестів із політичними вимогами та значно підірвав авторитет радянської влади.

## Передумови та початок
Родовища фосфоритів в Естонії розташовані в районі Маарду, Тоолсі, Азері, Раквере, Кабала та Юлгазі. Раквереське — найбільше серед них.
Видобуток фосфоритів в Естонії розпочався 1920 року в селі Юлгазі поряд з Маарду (Маардуське родовище). У 1939 році почалося будівництво нової фосфоритової шахти та збагачувальної фабрики в розташованому біля Маарду селі Крооді. Було створено акціонерне товариство «Еесті Фосфорійт», на базі якого з 1940 року став розвиватися промкомбінат «Естонфосфорит», що з 1975 року називався Маардуський хімічний завод. У 1978 році заводом, серед іншого, було вироблено 688 273 тонни простого та 500 041 тонна гранульованого суперфосфату та 201 799 тонн фосфоритного борошна; видобуто 712 828 тонн фосфоритної руди, при цьому переміщено 5,2 млн. м3 .
Розвідувалися та розпочинали розробку та інших родовищ, аж до 1991 року, що створило екологічні проблеми в районі.
У 1970-х роках уряд СРСР виявив інтерес до розробки родовищ у Ляені-Вірумаа. Спочатку планувалося розробляти родовище Тоолсе, але пізніше фокус перемістили на родовищі Раквер. Плани не були оголошені, але з ранніх стадій естонські вчені та екологи, залучені до обговорення питання, висловлювали побоювання щодо забруднення навколишнього середовища, пов'язаного з подібною розробкою. Наприклад, серед них був Ендель Ліппмаа, член Естонської академії наук.

## Основні події
Питання про видобуток фосфоритів став відомим широкому загалу 25 лютого 1987 року. Цей день зазвичай вважають початком фосфоритної війни. У цей день плани розробки родовищ на півночі Естонії були оголошені на естонському телебаченні. І хоча комуністична партія Естонії публічно заявляла, що остаточне рішення за естонцями, уряд уже затвердив плани розробки.
Проти розробки нових родовищ були підписані петиції та почалися протести. Пік обурень припав на весну 1987 року. На традиційній демонстрації у День праці студенти університету Тарту вийшли зі гаслами проти видобутку фосфоритів, одягнені у жовті футболки з відповідним написом протесту.
8 травня Прійт Пярн опублікував у газеті Sirp ja Vasar («Серп і молот») карикатуру під назвою «Тільки гній» (ест. Sitta kah!). На ній був зображений селянин, який кидає на свою землю шматок гною у формі Естонії. Карикатура часто обговорювалася і стала як мінімум однією з найвідоміших, що будь-коли публікувалися в Естонії. Через протидію розробці родовищ 18 вересня 1987 року радянський уряд скасував свої плани. Офіційний кінець фосфоритної війни не визначений, але протестний рух зійшов нанівець протягом наступного 1988 року.

## Наслідки
Ненавмисні наслідки цієї «війни» відіграли важливу роль у подальшій долі Естонії. Фосфоритна війна розворушила народні маси, дала людям віру в успіх спільних дій і стала важливим фактором у зникненні страху перед тоталітарним режимом. Серед іншого, вона стала однією з причин, що призвели до дестабілізації радянського уряду в Естонії.
Питання відновлення видобутку фосфоритів ще неодноразово порушувалося з того часу, але на пропозиції компаній уряд відповідав відмовою. Однак у 2016 році міністерство навколишнього середовища повідомило, що розглядає можливість проведення досліджень та започаткування видобутку корисних копалин, у тому числі фосфоритів.
У 2017 році естонський академік Анто Раукас висловив думку, що «поклади фосфориту в землі Естонії вартістю сотні мільярдів доларів чекають, щоб їх з розумом переробили на цінне добриво» . Про необхідність провести масштабне дослідження фосфоритів в Естонії в 2020 році висловилися також фахівці Естонський Інститут геології.
Фосфорит — це мінеральний ресурс, дефіцитний у світовому масштабі, і в 2010-х роках його ціна стрімко зростала. Прогнозовані світові запаси фосфориту невеликі — лише близько 290 мільярдів тонн, і Естонія з її 2,9 мільярдами тонн споживчих та резервних запасів та 8,4 мільярдами прогнозованих запасів також займає важливе місце у світовому масштабі. Естонський фосфорит — бідна сировина з точки зору наявності корисного компонента (11 %), але це компенсується легкістю його збагачення. Цінність естонського фосфориту також збільшується за рахунок низького вмісту в ньому кадмію і стронцію, щодо яких у Європейському Союзі діють дуже суворі обмеження.
Занедбані корпуси Маардуського хімзаводу в селі Крооді та занедбана фофоритна шахта у Юлгазі, 2010 рік:

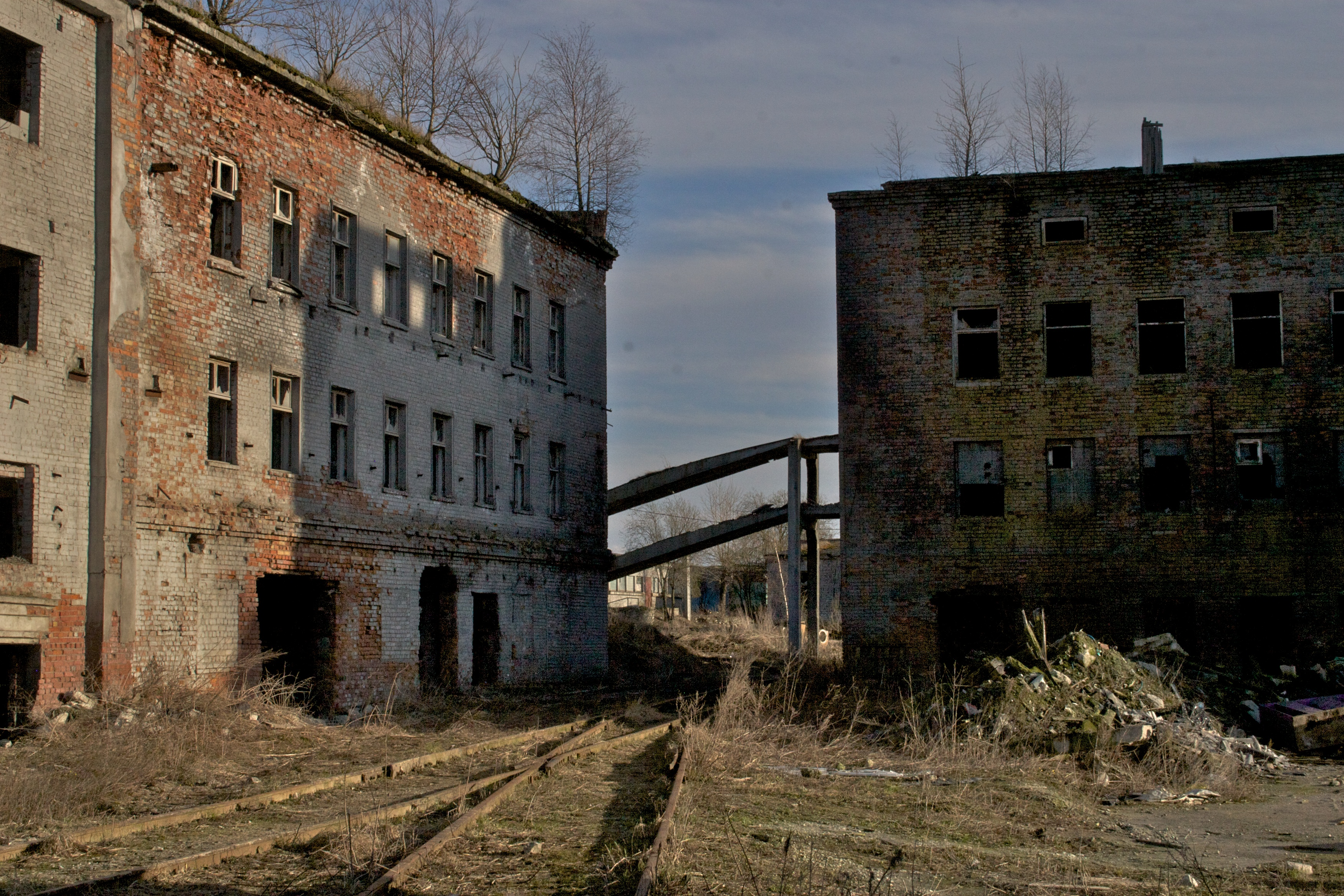
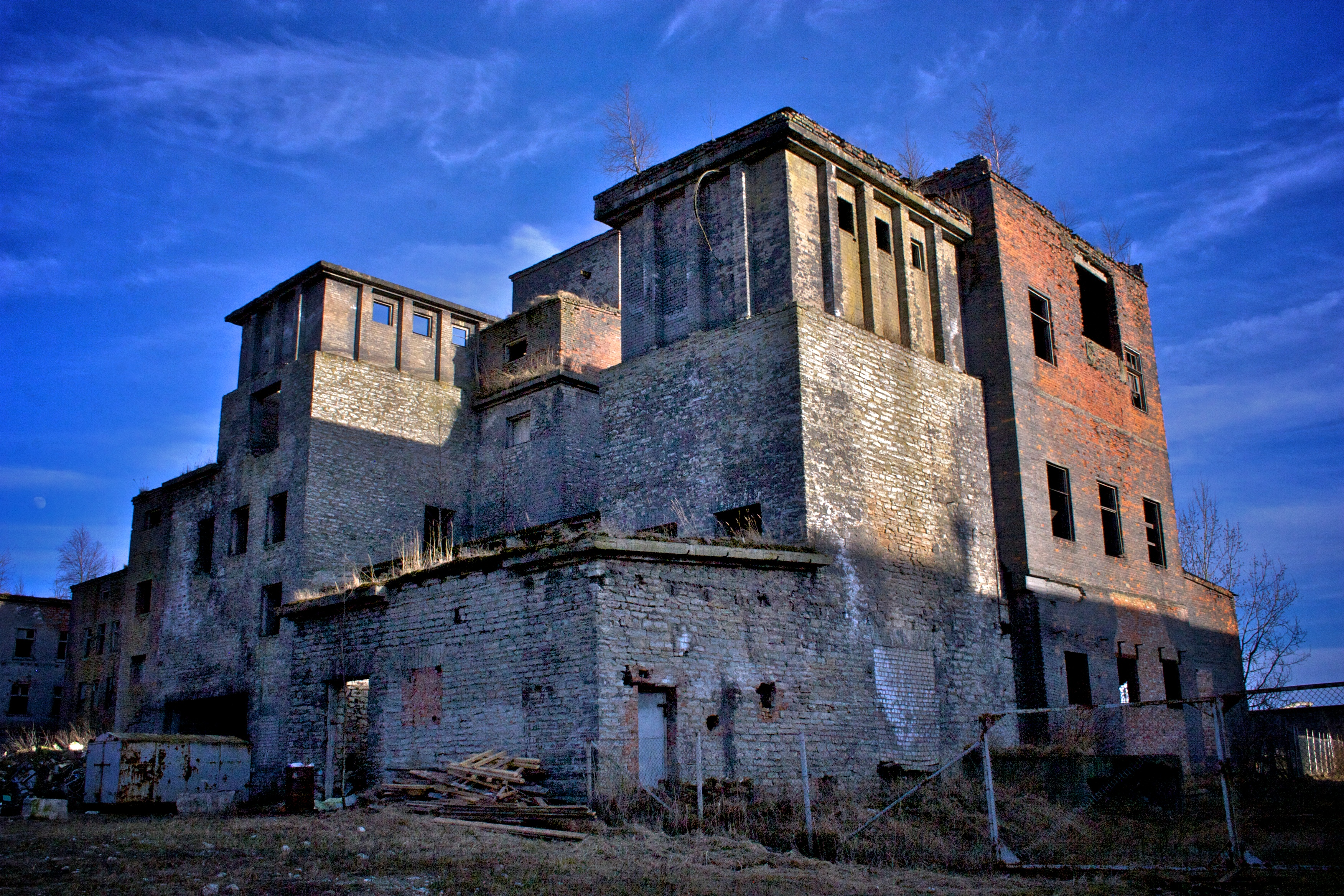
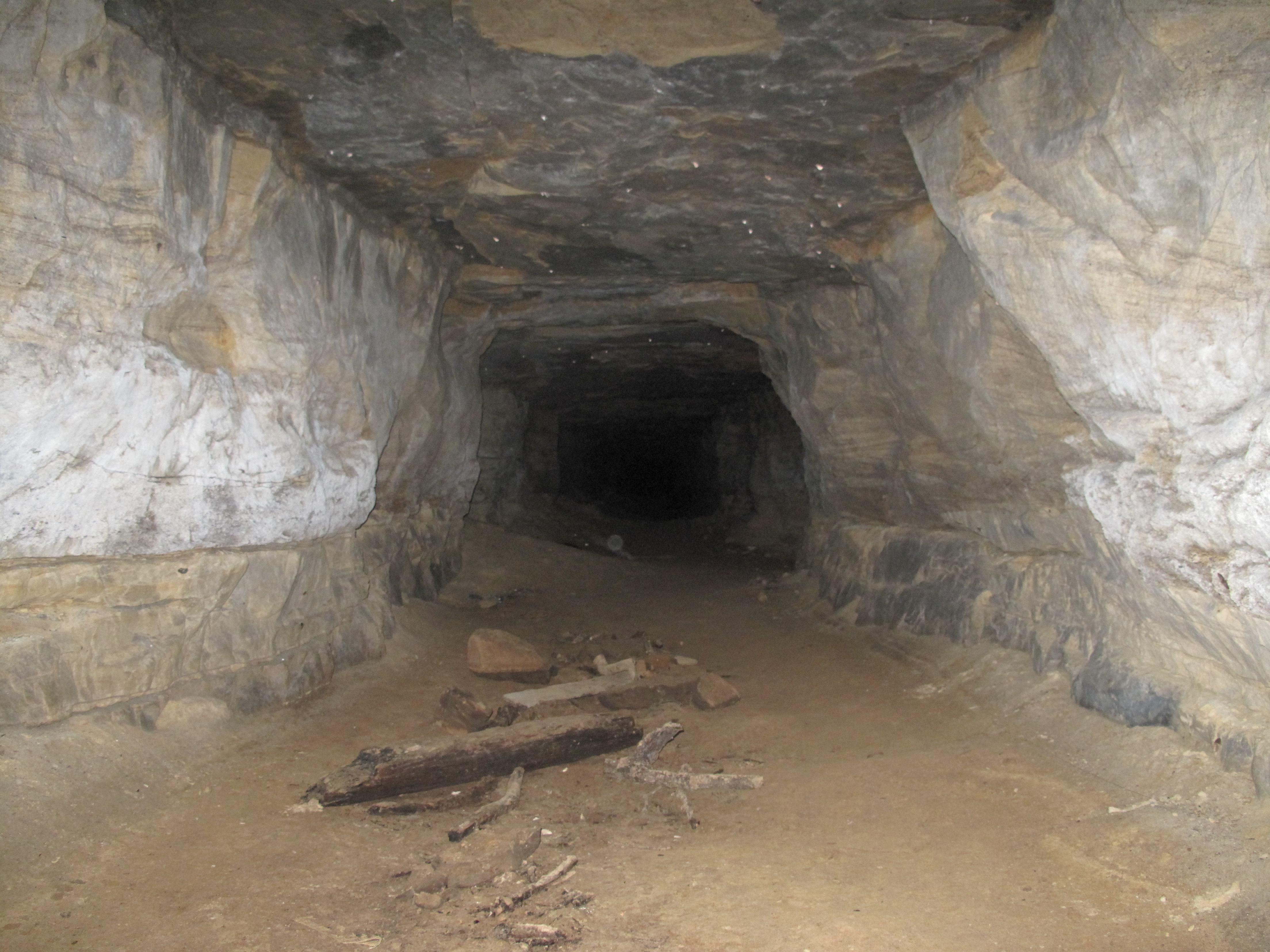